# سامانه اطلاعات بیمارستان
سامانه اطلاعات بیمارستان (به انگلیسی: Hospital Information System) به معنای پیاده‌سازی یکپارچه تولید اطلاعات لازم برای مدیریت تمامی فعالیت‌های مربوط به سلامت، از قبیل برنامه‌ریزی، نظارت، هماهنگی و تصمیم‌گیری است. همچنین پشتیبانی از فعالیت‌های بیمارستان در سطوح کاربردی، تاکتیکی و استراتژیک را برای بیمارستان فراهم می‌کند. وظیفه اصلیHIS، جمع‌آوری و ذخیره اطلاعات به صورت یکپارچه با استفاده از کامپیوتر و وسایل ارتباطی است. هدف از HIS، استقرار یک سامانه پردازش، بازیابی و ارتباط دادن مراقبت بیمار و اطلاعات اداری برای تمامی فعالیت‌های مربوط به بیمارستان است. در یک سامانه اطلاعات بیمارستانی، داده‌ها به صورت منسجم در پایگاه داده‌ها ذخیره می‌شوند و در دسترس کاربران مجاز، در محل و در زمانی که داده‌ها مورد نیاز است و در فرمتی که با نیازهای خاص کاربر منطبق باشد، قرار داده می‌شوند.

## اهداف
به‌طور کلی موارد ذیل از اهداف HIS یکپارچه هستند:
- استفاده مؤثرتر از منابع محدودی که برای مراقبت از بیمار در دسترس هستند.
- بهبود کیفیت خدمت رسانی به بیمار
- پشتیبانی از تحقیق در زمینه‌های آماری از جمله درمان بیماری‌ها، مصرف داروها و …
- پشتیبانی از آموزش
- حفظ پیشینه مراجعه بیمار و بازیابی سریع پیشینه بیمار در صورت لزوم
- پشتیبانی و به روز رسانی یکپارچه سامانه برای مراکز تحت پوشش
- یکپارچه سازی فرمت ورود اطلاعات به نرم‌افزار و فرمت گزارش‌ها

## مراحل
مراحل اصلی فرایند پیاده‌سازی "HIS" شامل موارد زیر است:

### شناخت
این شناخت معمولاً توسط مصاحبه با افراد که معمولاً از مدیران شروع می‌شود صورت می‌گیرد. ابتدا بر اساس فرم‌های طراحی شده با تک تک افراد مصاحبه شده و خواستها و دیدگاه‌ها معلوم می‌شود و سپس فرم مورد نظر توسط [تحلیل گر] سامانه تکمیل می‌شود هدف در این قسمت پیدا کردن تمام روابط در یک قسمت و روابط با قسمت‌های دیگر سازمان است. هر فرد تحلیلگر پس از مصاحبه در این مرحله باید در جمع‌آوری اطلاعات دقت کافی داشت چون هر گونه اشتباه در این مرحله موجب وقفه در مراحل بعدی می‌شود. بعد از انجام این مرحله تمام سامانه‌ها و زیر سامانه‌ها مشخص می‌گردد و ارتباط بین آن‌ها نیز مشخص می‌شود و نهایتاً نمودار گردش دادهData Flow Diagram) , DFD) می‌آید.

### تجزیه و تحلیل
در مرحله شناخت نقاط ضعف سامانه با استفاده از چارت‌های طراحی شده مشخص می‌گردد. این امکان وجود دارد که یک سری ارتباطات اضافی وجود داشته باشد که با یک طراحی جدید این ارتباطات حذف شود یا بالعکس. در این مرحله تیم تحلیل گر با استفاده از چارت‌های قبلی در جهت بهینه‌سازی سامانه موجود و رفع اشکالات چارت‌های مرحله قبلی را دوباره طراحی می‌کنند.

### طراحی
با استفاده از چارتهای مرحله تجزیه و جدول‌های اطلاعاتی طراحی می‌شوند. در این جداول تعداد فیلدها، روابط هر جدول با جداول دیگر . . .. مشخص می‌گردد. در این مرحله به‌طور کلی ورودی‌های سامانه، خروجی‌ها و تمامی اطلاعاتی که باید برای برنامه‌نویس معلوم باشد مشخص می‌گردد

### پیاده‌سازی و تست منطقی
با استفاده از روابط به دست آمده و جدول‌های مشخص شده تیم نرم‌افزاری با انتخاب زبان برنامه‌نویسی و سامانه عاملی که جوابگوی نیازها باشد شروع به برنامه‌نویسی و پیاده‌سازی می‌کنند. باید توجه داشت که در هر مرحله از مراحل فوق مستندات جمع‌آوری شده با مدیران قسمت بررسی می‌شود تا هیچ اشتباهی در پیاده‌سازی بعدی وجود نداشته باشد

### آموزش
شامل آموزش کارکنان و کاربران سامانه می‌باشد.

### نگهداری
شامل کلیه عملیات فنی در جهت اجرای درست سامانه و انجام خدمات مورد نظر می‌باشد. از جمله نگهداری شبکه، سرورها و سرویس‌های مربوطه